# Archäologisches Museum Maifeld
Das Archäologische Museum Maifeld ist ein Regionalmuseum in Münstermaifeld im rheinland-pfälzischen Landkreis Mayen-Koblenz.
Das vom Ministerium für Bildung, Wissenschaft, Weiterbildung und Kultur des Landes Rheinland-Pfalz sowie weiteren regionalen Sponsoren finanziell geförderte Museum ist im Gewölbekeller der alten Propstei II untergebracht.
Mittelpunkt der Ausstellung sind Funde eines fränkischen Gräberfeldes, welches bei umfangreichen Ausgrabungsarbeiten in den Jahren 2009–2010 durch die Archäologen der Generaldirektion Kulturelles Erbe Rheinland-Pfalz, Außenstelle Koblenz, freigelegt wurde. Daneben sind Exponate bis hin zur Steinzeit, welche die historische Bedeutung des gesamten Maifeldes unterstreichen, ausgestellt.
Das Museum ist von April bis Anfang November von Mittwoch bis Sonntag geöffnet (jeweils zu den Zeiten, in denen auch die Tourist-Information geöffnet hat). Für Gruppen kann auf Anfrage auch außerhalb dieser Zeit geöffnet werden. Betreiberin ist die Verbandsgemeinde Maifeld.